# Anders Westlund
Anders Holger Westlund, folkbokförd Vestlund, född 16 juni 1946 i Hällesjö församling i Jämtlands län, är en svensk ekonom och professor emeritus vid Handelshögskolan i Stockholm.
År 1975 disputerade Westlund på avhandlingen Estimation and Prediction in Interdependent Systems in the Presence of Specification Errors under handledning av professor Uno Zachrisson på Statistiska institutionen vid Umeå universitet. Han fortsatte på samma institution som lärare innan han 1986 blev professor i ekonomisk statistik vid Handelshögskolan i Stockholm.